# Chamaemelum mixtum
Chamaemelum mixtum(L.) All., es una especie de planta perteneciente a la familia de las asteráceas.

## Descripción
Chamaemelum mixtum es planta anual, de hasta 50 cm de altura. Las hojas son alternas, pubescentes, las superiores aserradas y las inferiores simples hasta tripinnadas. Las flores tienen pedúnculos grandes. Escamas       involucrales verdosas con pubescencia. Lígulas blancas con la base amarilla. Flósculos amarillos.

## Hábitat
Zonas arenosas, y dunas cerca del mar.

## Distribución
Por Europa en Francia, Portugal, España. Introducida en América.

## Taxonomía
Chamaemelum mixtum fue descrito por (Brot.) Vasc. y publicado en  Anais Inst. Vinho Porto 20: 276. 1966.
Citología
Número de cromosomas de Chamaemelum fuscatum (Fam. Compositae) y táxones infraespecíficos:  2n=18
Etimología
Chamaemelum: nombre genérico que deriva del griego chamai =  "baja, enana", y de malum =  "manzana", que significa "manzana terrera"
mixtum: epíteto latino 
Sinonimia
- Anthemis mixta  L.
- Ormenis bicolor Cass.
- Ormenis mixta (L.) Dumort.[4]

## Nombre común
- Castellano: gamarzas, magarza, magarzas, magarza silvestre, manzanilla estrellada, marcierza, margarita.[4]